# コンフォール＝メラール
コンフォール＝メラール （Confort-Meilars、ブルトン語:Koñforzh-Meilar）は、フランス、ブルターニュ地域圏、フィニステール県のコミューン。

## 概要
2001年2月1日公布のデクレ以前、町の名は単にメラール（Meilars）であった。
町は、16世紀の顕著な宗教遺産であるノートルダム・デュ・コンフォール教会と、素晴らしい磔像（カルヴェール）の名声に負うものが大きい。教会は、1528年から1544年にかけ、フランス王フランソワ1世時代に建設された。設立者はポン＝クロワ侯爵・モラック伯爵であるアラン・ド・ロスマデック、彼の妻のジャンヌ・デュ・シャステルである。この教会は、ゴシック様式初期の特徴を全て備えている。外観は、多くの開口部で区別される。窓の上部にある三角形のペディメントはカーブした植物の文様で飾られている。教会には、聖歌隊席を見下ろす場所に大きなホイール・チャイムが備えられており、木製のサークルは12個の鐘を覆っている。鐘は日曜日のミサ時に鳴らされるだけでなく、洗礼式や結婚式でも鳴らされる。この鐘は、聴覚障害の子供や言語障害の子供に対して奇跡的な力を持っていると言われている。この習慣の起源は、古代アルモリカで行われていた古い儀式である。

## 人口統計
| 1962年 | 1968年 | 1975年 | 1982年 | 1990年 | 1999年 | 2006年 | 2010年 |
| ------ | ------ | ------ | ------ | ------ | ------ | ------ | ------ |
| 670    | 635    | 601    | 695    | 727    | 747    | 762    | 903    |

参照元:1999年までEHESS、2000年以降INSEE

コンフォール＝メラールの人口増減グラフ